# Liste des éclipses lunaires
Il existe plusieurs listes d'éclipses lunaires :

## Sur laLune, près de laTerre

### Par type
- Liste des éclipses lunaires centrales
- Éclipse lunaire pénombrale totale

### Par classification
- Liste des séries de saros lunaires
- La tétrade lunaire

### Par époque
- Liste des éclipses lunaires par siècle
- Liste des éclipses lunaires historiquement significatives (en)